# Zamboanga
Zamboanga je město na Filipínách. Nachází se na jihozápadním výběžku ostrova Mindanao, známém jako poloostrov Zamboanga, a na okolních ostrůvcích. Urbanizovaná oblast má rozlohu 1 414 km² a nepatří k žádné z filipínských provincií. Ve městě žije přes osm set tisíc obyvatel, hovořících převážně jazykem chavacano, který vznikl smíšením španělštiny a domorodých dialektů.

## Historie
Zamboangu založili ve 12. století příslušníci kmene Subanon. Název pochází z malajského výrazu jambangan, který znamená „město květin“. Španělé se v místě usadili roku 1569, v roce 1635 založili na obranu před nájezdy kmene Morů pevnost Fort Pilar, okolo níž vzniklo město. V roce 1798 se město ubránilo britskému obléhání, k němuž došlo v rámci napoleonských válek. V roce 1899 generál Vicente Álvarez svrhl španělskou nadvládu a vyhlásil nezávislou Zamboangskou republiku, která se po americké invazi stala americkým protektorátem a zanikla roku 1903. 26. února 1937 byla Zamboanga vyhlášena statutárním městem, výročí tohoto dne je hlavním městským svátkem.
V roce 1995 bylo město vyhlášeno zvláštní ekonomickou zónou Zamboecozone.

## Demografie
Většinu obyvatel města tvoří křesťané, žije zde ale početná muslimská menšina, která usiluje o vytvoření vlastního státu Bangsamoro. V září roku 2013 Zamboangu obsadila skupina ozbrojených islámských radikálů, které vedl Nur Misuari, následoval útěk desetitisíců obyvatel města a pouliční boje s filipínskou armádou, které se po třech týdnech podařilo rebely vyhnat z města.
Mezi lety 1970 a 2010 vzrostl počet obyvatel na čtyřnásobek.

## Ostatní
Tradičními produkty jsou sardinky a mořské řasy, významný je i turistický ruch.
Zamboanga má přístav a letiště, sídlí zde tři vysoké školy: Státní univerzita západního Mindanaa, Zamboangská univerzita a Ateneo de Zamboanga.

## Partnerská města
- Čou-šan, Čínská lidová republika
- Pekanbaru, Indonésie
- Sandakan, Malajsie
- Zaragoza, Španělsko